# День Бабака
День Бабака́ (англ. Groundhog Day) — одна з найпопулярніших традицій США, що полягає у визначенні тривалості і погідності весни за поведінкою спеціально «призначеного» бабака.
Відзначається щороку 2 лютого.

## Історія
Коріння традиції визначення погоди за поведінкою тварин притаманне культурам багатьох народів світу. Схожі традиції на День бабака в Європі сягають давнини. Так, ще в Римській імперії 2 лютого відзначали День їжака. Стаородавні римляни будували свій метеорологічний прогноз на поведінці розбудженого їжака, який бачив чи не бачив свою тінь і відповідно реагував. У Німеччині роль їжака відігравав борсук
Вихідці з Німеччини завезли цю традицію до США (зокрема, до штату Пенсільванія). Але роль «головного метеоролога» в Америці перейшла до бабака, бо їжаки та борсуки там не дуже поширені.
Римський звичай визначати майбутню погоду на початку лютого також перейшов у християнські традиції, адже 2 лютого за Григоріанським календарем святкують Стрітення Господнє. Саме тоді західноєвропейці святкують Candlemas — «День свічок». Згідно з прикметою, якщо 2 лютого погода була ясною і сонячною, друга половина зими буде холодною. Цього дня освячені в церкві свічки роздавали людям, щоби ті захищалися від зими. До речі, християни східного обряду того ж дня, на Стрітення, теж святять свічки.

## Сучасні святкування в США та світі

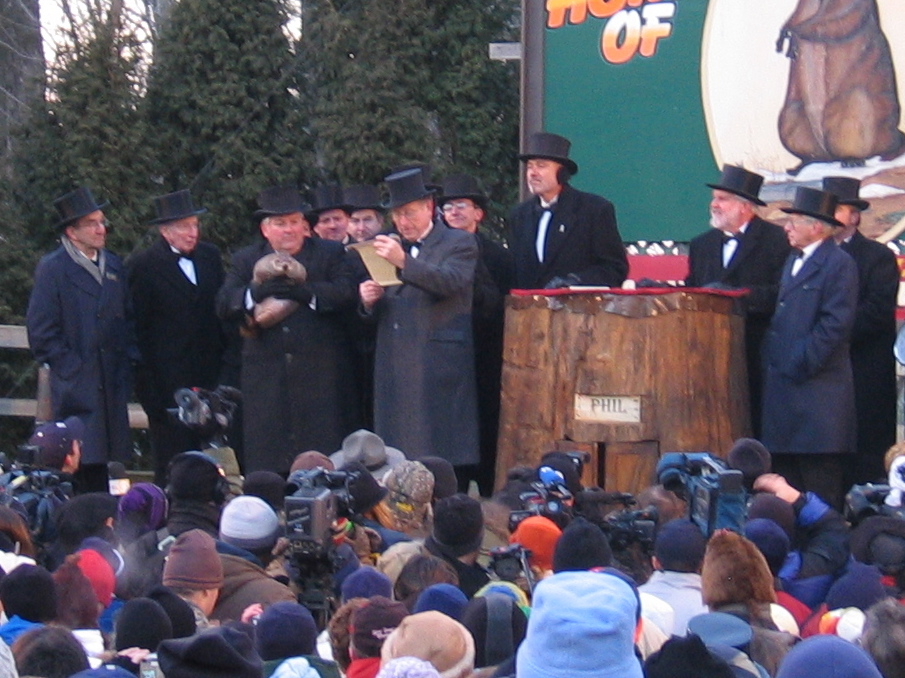
День Бабака у Панксатоні, 2005 рік

Перша згадка про День Бабака датована 1841 роком. Офіційним святом цей день став 1886 року. Бабаку дали ім'я «Великий Філ — провидець із провидців, мудрець із мудреців, пророк із пророків»[джерело?]. А місто Панксатоні назвали «Світовим центром погоди». Щороку зранку 2 лютого в Панксатоні збираються тисячі глядачів і чекають, яку погоду провістить Філ цього разу. Рівно о 7:25 Філа витягають із нори, і він робить свій прогноз.
Суть традиції полягає у спостереженні за поведінкою бабака. Якщо він бачить свою тінь, то лізе спати назад до нори — отже, буде ще кілька морозних тижнів. Але якщо день похмурий, бабак не бачить тіні і не вертається до нори — отже, йде рання весна. Це пов'язано з повір'ями, що побутують у США і які пояснюють суть ворожіння на погоду: шотландське «Якщо День Стрітення сяючий і чистий, то буде дві зими на рік» та німецьке «Якщо бабак бачить свою тінь, то зима триватиме ще 6 тижнів».
Згідно зі статистикою, передбачення Філа неправильні. Починаючи з 1886 року, свідки записують, чи побачив Філ свою тінь, але прогноз бабака збувся лише в 39 % випадків.
У США та Канаді на цей час є 7 відомих бабаків–"метеорологів": Панксатонський Філ, Віартонський Віллі, Стейтен-Айлендський Чак, Шубенакадський Сем, Бальзакський Біллі, Бабак Джимі і Генерал Борегард Лі.
Але найвідомішим із них, звичайно, залишається Великий Філ, що мешкає у фамільному будиночку на Індичій горі в Панксатоні, штат Пенсільванія, і навіть має своє «представництво» у світовій мережі, звідки можна дізнатися «прогноз» на цей рік.
День Бабака також відзначають в Австралії.
Віщування Великого Філа набули широкої слави у світі завдяки романтичній комедії «День бабака» (1993). Цей популярний голлівудський фільм також сприяв популяризації Дня бабака в тих країнах, де ця традиція раніше не була відома, зокрема і в Україні.

### День бабака в Україні
Відповідно до українських традицій бабак прокидався від зимової сплячки на свято Явдохи (1 (14) березня). Він виходить на світ, свище три рази, а потім знову лягає на другий бік і так спить аж до Благовіщення. І ховрашок, кажуть, перевертається на інший бік. Отож люди виходили в поле, особливо в степовій Україні, щоб почути той посвист.  [Архівовано 11 липня 2016 у Wayback Machine.] 
В Україні «діяли» два бабаки-«метеорологи» — слобожанський Тимко (живе на біостанції Харківського національного університету ім. В.Каразина в с. Гайдари, Харківщина) і галицький Мишко (з 2009 р. живе у Львівському дитячому еколого-натуралістичному центрі). У 2012 році Тимко пішов на «пенсію» за віком та його підмінив Тимко II, галицького Мишка у 2016 році змінила бабачиха Маруся.
Попри випадковість прогнозів бабаків-метеорологів, популярність цього свята з кожним роком зростає.

## Виноски
1. ↑  Боровський Олег. Від античного їжака до американського бабака // Україна Молода, № 019, 3.02.2009. Архів оригіналу за 19 жовтня 2014. Процитовано 7 лютого 2009.
2. 1 2 3  Весна идет: День Сурка и Ежа // Сегодня, 29.01.2009
3. ↑  Салімонович Лариса. Не мав бабак клопоту… // Україна Молода, № 019, 3.02.2009. Архів оригіналу за 19 жовтня 2014. Процитовано 7 лютого 2009.
4. ↑  Персональна вебсторінка бабака Філа. Архів оригіналу за 15 липня 2012. Процитовано 14 березня 2022. Персональна вебсторінка бабака Філа (англ.)
5. ↑  Браун Антін. Галицький «Міша» // Україна Молода, № 019, 3.02.2009. Архів оригіналу за 19 жовтня 2014. Процитовано 7 лютого 2009.
6. ↑  Rbc.ua. День бабака: як голлівудський фільм зробив свято трендом. РБК-Украина (укр.). Архів оригіналу за 6 березня 2018. Процитовано 5 березня 2018.